# Мирослав Данов
Мирослав Данов (Мирон) е български музикант – бас китарист.

## Биографични данни
Роден във Варна през 1975. По образование е геофизик.

## Музикална кариера
През 1999 заедно с Мирослав Атанасов (Миро Морски) е сред създателите на Джанго Зе. Групата се разпада през 2002, като през 2010 се събират отново. Данов продължава да участва в концерти на групата.
От 2008 до 2017 е част от Блус Трафик..